# Камаша (село)
Камаша — село (аул) в Лакском районе Дагестана. Входит в состав сельского поселения «Сельсовет «Унчукатлинский»».

## Географическое положение
Село расположено в 7 км к северу от районного центра — села Кумух, на левом берегу реки Ухрахалилрат (бассейн реки Казикумухское Койсу).

## Население
| 1895 | 1926 | 1939 | 1970 | 1989 | 2002 | 2010 |
| ---- | ---- | ---- | ---- | ---- | ---- | ---- |
| 247  | ↘230 | ↗260 | ↘138 | ↘28  | ↗68  | ↘28  |
| 2021 |      |      |      |      |      |      |
| ↗36  |      |      |      |      |      |      |

## История
Разорено шамилёскими мюридами.
В 1944 году часть населения переселена в село Банай-Аул Ауховского района.